# Область когерентного рассеяния
О́бласть когере́нтного рассе́яния (ОКР) - некая, обычно связная, область, рассеивающая падающее излучение когерентно (согласованно). Падающее излучение может быть в любой области спектра. Понятие ОКР используется в оптике, радиолокации, рентгенодиагностике и др. Например, в рентгенодифрактометрических методах ОКР - это характерная область кристалла, рассеивающая рентгеновские лучи когерентно и независимо от других таких же областей. Размер ОКР измеряется экспериментально на основании данных дифракции рентгеновских лучей и используется для оценки размеров кристаллитов в поликристаллах или порошковых наноматериалах. Размер ОКР в этих случаях, обычно, отождествляют со средним размером кристаллитов, хотя реальный размер ОКР меньше, чем сам кристаллит, поскольку вблизи границы кристаллита он обладает аморфным строением.
В физике, когерентность излучения описывает согласованность фаз и частот волновых процессов. Применительно к явлению когерентного рассеяния, это означает, что электромагнитные волны, рассеянные различными атомами в пределах области когерентности, имеют примерно одинаковую фазу и частоту. Это необходимое условие для конструктивной интерференции рассеянных волн, приводящей к усилению сигнала в определённых направлениях и формированию дифракционной картины. Отсутствие когерентности приводит к хаотичному рассеянию, не дающему чётких интерференционных максимумов.

### Физический смысл ОКР
Область когерентного рассеяния (ОКР) представляет собой микроскопический объём материала, характеризующийся высокой степенью упорядоченности атомной структуры. В пределах ОКР атомы расположены таким образом, что электромагнитное излучение, рассеянное на них, интерферирует конструктивно, то есть волны, рассеянные от различных атомов, складываются в фазе. Этот эффект является ключевым для формирования дифракционных пиков при рентгеноструктурном анализе или других дифракционных методах. Размер ОКР отражает степень дальнего порядка в кристаллической структуре: чем больше область, в которой сохраняется когерентность рассеяния, тем совершеннее структура материала.

### Связь с дефектами кристаллической решетки
Размер области когерентного рассеяния в значительной степени определяется наличием и концентрацией дефектов кристаллической решетки, таких как дислокации, границы зерен, вакансии, примесные атомы и другие структурные несовершенства. Эти дефекты нарушают трансляционную симметрию кристаллической решетки и когерентность рассеяния на больших расстояниях. Следовательно, размер ОКР может служить косвенным индикатором плотности дефектов и степени совершенства кристаллической структуры материала. В материалах с высокой плотностью дефектов области когерентного рассеяния будут относительно небольшими, в то время как в высококачественных кристаллах размер ОКР может достигать значительных величин.

## Факторы, влияющие на размер ОКР
Размер области когерентного рассеяния является комплексной характеристикой, зависящей от множества факторов, определяющих микроструктуру и кристаллическую структуру материала. Основные факторы, влияющие на размер ОКР, включают:

#### Размер кристаллитов (зерен)
В поликристаллических материалах область когерентного рассеяния часто ограничена размером отдельных кристаллитов или зерен. Хотя более крупные зерна потенциально могут содержать более крупные ОКР, наличие дефектов внутри зерна может существенно уменьшить эту область. В таких случаях размер ОКР обычно меньше размера зерна.

#### Внутренние напряжения
Наличие внутренних напряжений, возникающих, например, при пластической деформации, термической обработке или фазовых превращениях, приводит к искажениям кристаллической решетки и уменьшению области когерентного рассеяния. Внутренние напряжения вызывают микродеформации, которые нарушают когерентность рассеяния.

#### Дефекты кристаллической решетки
Различные дефекты кристаллической решетки, такие как дислокации, границы зерен, точечные дефекты (вакансии, примесные атомы), оказывают существенное влияние на когерентность рассеяния. Дислокации, например, создают поля упругих напряжений, которые нарушают дальний порядок.

#### Температура.
Повышение температуры может приводить к увеличению амплитуды тепловых колебаний атомов и образованию дополнительных вакансий и других точечных дефектов, что, в свою очередь, может уменьшить размер ОКР. Влияние температуры на размер ОКР может быть сложным и зависеть от конкретного материала и температурного диапазона.

#### Легирование
Введение легирующих элементов в сплавы может приводить к искажению кристаллической решетки и образованию твердых растворов, влияя на когерентность рассеяния. Размер и характер влияния легирующих элементов на ОКР зависят от размера атомов легирующего элемента, его концентрации и взаимодействия с атомами основной матрицы.

## Методы определения ОКР
Размер области когерентного рассеяния (ОКР) является важной характеристикой микроструктуры материала, отражающей степень совершенства кристаллической решётки и наличие дефектов. Существует несколько методов экспериментального определения размера ОКР, каждый из которых имеет свои преимущества и ограничения. Основные методы включают:

### Дифракция рентгеновских лучей (XRD)
Дифракция рентгеновских лучей (XRD) является одним из наиболее распространенных и доступных методов для оценки размера ОКР в поликристаллических материалах и нанокристаллах. Метод основан на анализе уширения дифракционных пиков, которое связано с конечным размером областей когерентного рассеяния. Меньший размер ОКР приводит к большему уширению дифракционных пиков, и наоборот.

#### Принцип метода
Рентгеновские лучи, взаимодействуя с кристаллической решёткой, дифрагируют в соответствии с законом Брэгга-Вульфа:
- {\displaystyle 2d\sin \theta =n\lambda }  где:
  - d – межплоскостное расстояние;
  - θ – угол Брэгга (угол между падающим лучом и кристаллографической плоскостью);
  - n – порядок дифракции (целое число);
  - λ – длина волны рентгеновского излучения.

#### Формула Шеррера

##### Для оценки размера ОКР используется формула Шеррера
D = (K λ) / (β cos θ){\displaystyle D={\frac {K\lambda }{\beta \cos \theta }}}
где:
- D – средний размер ОКР;
- K – коэффициент формы (обычно 0.9, зависит от формы кристаллитов);
- λ – длина волны рентгеновского излучения;
- β – физическое уширение дифракционного пика на половине высоты (FWHM) после вычета инструментального уширения (в радианах);
- θ – угол Брэгга.

##### Определение физического уширения (β)
Необходимо учитывать, что наблюдаемое уширение дифракционного пика складывается из нескольких факторов:
- Инструментальное уширение (βinstr): Вносится самим дифрактометром и зависит от его оптической схемы и настроек. Для определения βinstr используют эталонные образцы с известным большим размером кристаллитов (например, монокристаллический кремний).
- Физическое уширение (β): Обусловлено размером ОКР и микронапряжениями в образце.

Для вычета инструментального уширения можно использовать следующее соотношение:
{\displaystyle \beta ={\sqrt {(\beta _{dif}^{2}-\beta _{instr}^{2})}}}
- где βdif – измеренное уширение пика.

#### Метод Уильямсона-Холла (Williamson-Hall)

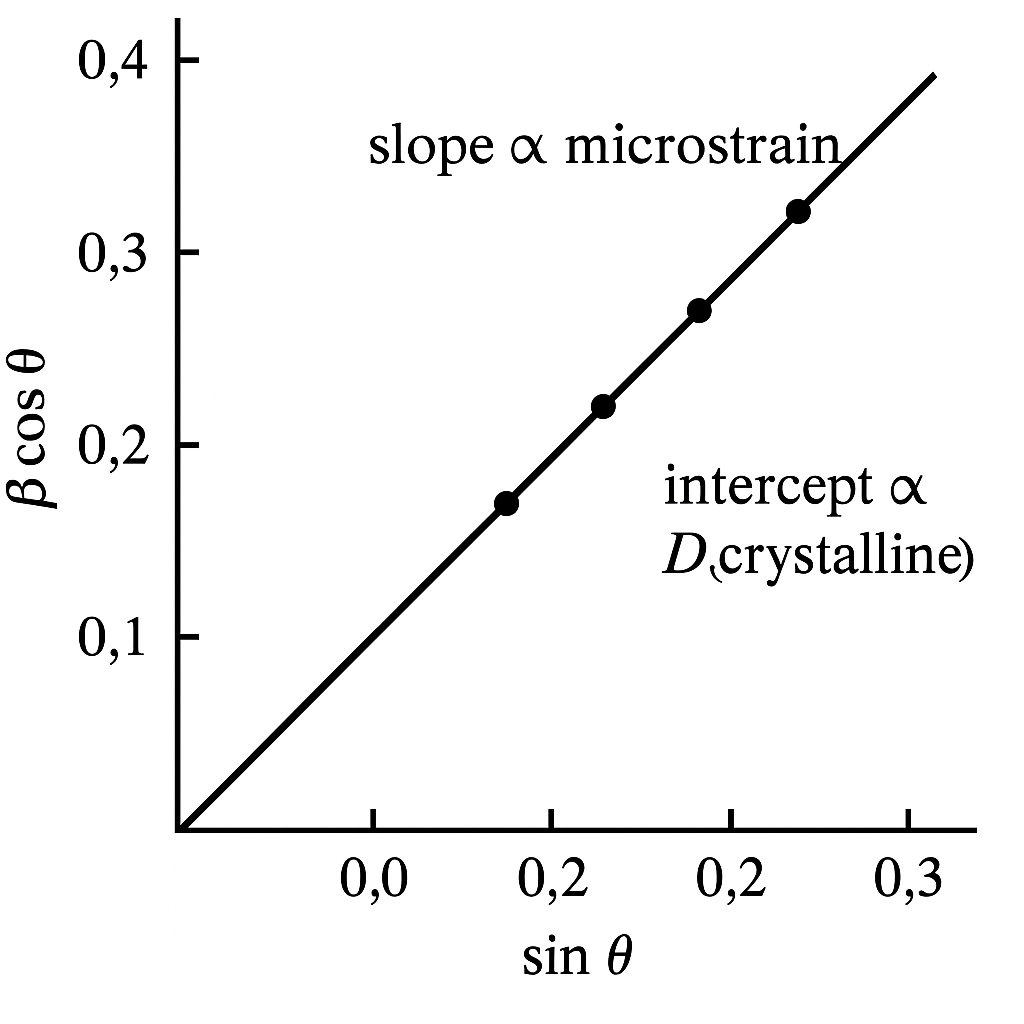

Для разделения вкладов размера ОКР и микронапряжений в уширение дифракционных пиков используется метод Уильямсона-Холла. Этот метод основан на предположении, что уширение, связанное с размером ОКР, обратно пропорционально размеру кристаллитов, а уширение, связанное с микронапряжениями, пропорционально деформации решётки. Полное уширение дифракционного пика выражается как:
{\displaystyle \beta \cos \theta ={\frac {K\lambda }{D}}+4\varepsilon \sin \theta }
где:
- ε – величина микронапряжений.

График зависимости β cos θ от sin θ представляет собой прямую линию, наклон которой позволяет определить величину микронапряжений, а отрезок, отсекаемый на оси ординат, связан с размером ОКР.
- Ограничения XRD:
  - Формула Шеррера даёт лишь приближенную оценку размера ОКР и предполагает, что все кристаллиты имеют одинаковый размер и форму.
  - Метод Уильямсона-Холла также имеет свои ограничения и предполагает, что микронапряжения распределены однородно.
  - XRD является усредняющим методом, который даёт информацию об объёме материала, а не о локальных характеристиках.

## Применение ОКР

### Характеризация материалов
Определение размера ОКР является важным инструментом для характеризации микроструктуры широкого спектра материалов, включая металлы, керамики, полимеры, композиты и наноматериалы. Анализ размера ОКР позволяет оценить степень кристалличности, наличие дефектов, текстуру и зеренную структуру материала. Эта информация важна для понимания взаимосвязи между микроструктурой и макроскопическими свойствами материала, такими как прочность, пластичность, электропроводность и оптические характеристики.

### Оценка деформации
Анализ размера ОКР может быть использован для оценки степени деформации в материалах, подвергнутых механическим воздействиям. При пластической деформации в кристаллической структуре возникают внутренние напряжения и увеличивается плотность дислокаций, что приводит к уменьшению размера ОКР. Зависимость размера ОКР от степени деформации может быть использована для разработки неразрушающих методов контроля деформационного состояния материалов. Однако следует учитывать что на ОКР могут влиять несколько механизмов, а также температурные воздействия.

### Контроль качества
Измерение размера ОКР находит применение для контроля качества материалов в различных отраслях промышленности. Например, в металлургии измерение размера ОКР используется для контроля размера зерна и однородности структуры стали, что напрямую влияет на её механические свойства. В полупроводниковой промышленности измерение размера ОКР может быть использовано для контроля качества тонких плёнок и гетероструктур, используемых в электронных устройствах. ОКР можно использовать для оценки однородности материала, что позволяет отсеивать образцы с дефектами.